# Аденізія да Сілва
Аденізія да Сілва  (порт. Adenízia da Silva, 18 грудня 1986) — бразильська волейболістка, олімпійська чемпіонка.

## Виступи на Олімпіадах
| Олімпіада   | Дисципліна | Місце |
| ----------- | ---------- | ----- |
| Лондон 2012 | волейбол   | 1     |
| Ріо 2016    | волейбол   | =5    |